# Clohars-Fouesnant
Clohars-Fouesnant é uma comuna francesa na região administrativa da Bretanha, no departamento Finisterra. Estende-se por uma área de 13,05 km². Em 2010 a comuna tinha 2 118 habitantes (densidade: 162,3 hab./km²).